# SPÖ Wien
Die SPÖ Wien ist die Gemeinde- und Landesorganisation der Sozialdemokratischen Partei Österreichs in Wien. Seit 1945 stellt sie durchgehend den Bürgermeister, außerdem stellte sie in jedem Bezirk mindestens einmal den Bezirksvorsteher. Amtierender Landesparteiobmann der SPÖ Wien ist seit 27. Jänner 2018 Michael Ludwig, der seit 24. Mai 2018 auch das Amt des Bürgermeisters und Landeshauptmannes von Wien innehat.
Landesparteisekretärin war ab 2018 Barbara Novak, 2025 folgte ihr Jörg Neumayer nach.

## Inhaltliches Profil
Die SPÖ befürwortet im Bereich Wirtschaft die finanzielle Unterstützung von Betriebsansiedlungen, um Wien als attraktiven Standort zu positionieren. Außerdem will man die Biotechnologie durch Investitionen stärken. Mit der Wien Holding als Tochterunternehmen sind im Jahr 2007 die Beteiligungen der Stadt Wien auf 73 Unternehmen gestiegen. Die Wiener SPÖ wendet sich inhaltlich gegen den Neoliberalismus und lehnt somit die Privatisierung öffentlichen Eigentums an Unternehmen ab. Gesellschaftspolitisch lehnt die SPÖ jegliche Form von Diskriminierung ab und setzt sich für Solidarität in der Stadtbevölkerung ein. In der Familienpolitik steht sie für die Entlastung Einkommensschwächerer, wie im Bereich der Kinderbetreuung. Auch will die SPÖ Wien die Benachteiligungen von Alleinerziehern und Zuwanderern bei der Sozialhilfe beseitigen.
Für die Entwicklung der Stadt pflegt man gute Beziehungen in der Centrope-Region und zu Pressburg als Zwillingsstadt. So will man die Infrastruktur mit dem Ausbau der Schieneninfrastruktur fördern. Trotz des gescheiterten Verkaufs des Flughafens in Bratislava an den Flughafen Wien-Schwechat will die SPÖ Wien an der Zusammenarbeit festhalten. Als Technologiestandort Wiens soll Sankt Marx dienen, wo bis 2010 das Media Quarter Marx gebaut wird. Im Zuge des Baus neuer Bahnhöfe soll beispielsweise der Bahnhof Wien-Mitte auch zu einem neuen Büro-Zentrum werden.

## Geschichte

### Revolution 1848 und Arbeitervereine (1848–1918)
In Wien entstand bereits lange vor Gründung der Sozialdemokratischen Arbeiterpartei, zur Zeit der Deutschen Revolution 1848/49, der Erste Allgemeine Wiener Arbeiterverein im Bezirk Landstraße. Auch Mariahilf galt als Zentrum der Arbeiterbewegung. Der Erste Wiener Consumverein wurde 1862 ins Leben gerufen. Fünf Jahre später gründeten sich Arbeiterbildungsvereine, der erste in Mariahilf. Allen Bezirksgruppen dieser Verbände standen ein oder mehrere in Gasthäusern befindliche Lesezimmer zur Verfügung. Gegen Ende des 19. Jahrhunderts gingen aus den Vereinen mehrere Wählerverbände und Umfeldorganisationen (Verband Jugendlicher Arbeiter, Kinderfreunde, Naturfreunde) hervor, die teilweise bis heute noch bestehen. Bei der Wahl zum Reichsrat 1901 konnten die Sozialdemokratischen Wählervereine entsenden.

### Zwischenkriegszeit und Austrofaschismus (1919–1938)
In der Zwischenkriegszeit errang die Sozialdemokratische Arbeiterpartei die Mehrheit in Wien. In der Bundespolitik war diese zwischen 1918 und 1920 Teil der Regierung. Wien war als Hauptstadt des Landes somit eine wichtige Hochburg der Sozialdemokraten (Rotes Wien). Besonders im Bereich des sozialen Wohnbaus und der Finanzen schuf man wichtige Neuerungen wie etwa Gemeindebauten oder eine Luxussteuer. Großer Gegner dieser Politik war die Christlichsoziale Partei. In den 1920er-Jahren entwickelten sich den Parteien nahestehende paramilitärische Organisationen, auf Seiten der Sozialdemokraten war dies der Republikanische Schutzbund für die Christlichsozialen die Heimwehr.
Nach der Selbstausschaltung des Parlaments und der Errichtung des Ständestaats 1933 brach im Februar 1934 der Österreichische Bürgerkrieg aus. In Wien galten die von den Sozialdemokraten errichteten Gemeindebauten als Zentrum des Widerstands gegen die Kräfte der Heimwehr. Allerdings verlor man gegen diese und musste wegen des Verbots der Arbeiterbewegung in der Illegalität weiterarbeiten. Wichtige Zentren der Sozialdemokraten waren beispielsweise die Kanzlei des Anwalts Paul Schick in der Inneren Stadt und das Café Meteor im Bezirk Landstraße. In Leopoldstadt färbte eine Gruppe von untergetauchten Sozialdemokraten das Wasser des Dianabads außerdem rot, um somit zu zeigen, dass die Arbeiterbewegung noch weiter existierte. Ein großer Teil der Bewegung (Revolutionäre Sozialisten Österreichs) flüchtete aber ins Ausland.

### Zweite Republik bis heute
Nach dem Zweiten Weltkrieg waren die meisten ehemaligen Bezirkssekretariate schwer beschädigt, sodass die einzelnen Organisationen übersiedeln mussten. Die Sozialdemokratische Arbeiterpartei benannte sich in Sozialistische Partei Österreichs um. Im November 1945 fand die erste Gemeinderatswahl in Wien statt, welche die Sozialistische Partei mit absoluter Mehrheit gewann, seither stellt sie durchgehend den Bürgermeister. Bei fast jeder Wahl erreichte die SPÖ (ab 1991 Sozialdemokratische Partei Österreichs) die absolute Mandatsmehrheit und konnte allein regieren, einzig 1996 musste man nach Verlusten gegenüber der FPÖ eine Koalition mit der Österreichischen Volkspartei bilden.
Bei der Gemeinderatswahl 2005 konnte man zwar leichte Gewinne erzielen, das Ergebnis lag aber unter den Prognosen der Meinungsforschungsinstitute. Bei der Gemeinderatswahl 2010 verlor die Wiener SPÖ mit 44 % die absolute Mehrheit im Landtag und ging eine Koalition mit den Grünen unter Maria Vassilakou ein. Bei der Gemeinderatswahl 2015 verlor man wieder einige Prozentpunkte, man blieb aber deutlich stimmenstärkste Kraft und führte die Koalition mit den Grünen fort. 2018 trat Langzeitbürgermeister Michael Häupl, er stand seit 1994 an der Spitze der Stadt und seit 1993 an der Spitze der Wiener SPÖ, zurück, sein Nachfolger wurde Michael Ludwig. Bei der Landtags- und Gemeinderatswahl 2020 legte man wieder an Stimmen und Mandaten zu, anschließend ging man eine Koalition mit den liberalen NEOS unter Christoph Wiederkehr ein.

### Zusammenarbeit mit den Grünen 2005
Obwohl die SPÖ nach der Gemeinderatswahl 2005 die absolute Mehrheit verteidigen konnte, einigte man sich im selben Jahr mit den Grünen auf eine sachbezogene Zusammenarbeit, die 33 Projekte beinhaltet. Schwerpunkte sind unter anderem Integration, Arbeit, Wirtschaft und Umwelt.
Dies sind die Kernthemen:
- Gesellschaftspolitik: Integration in Bezirken mit hohem Anteil benachteiligter Gruppen und Migrationshintergründiger durch sprachliche und familiäre Förderung; Niederlassungsbegleitung von Neueinwanderern
- Bildungspolitik: Chancengleichheit beim Zugang zu Bildung; Schaffung geeigneter Schulstandorte; Einbindung der Politik in die Schule; Stärkung des Aufklärungsunterrichts; Entgegentreten zur Homophobie
- Arbeitsmarktpolitik: Absicherung der Ein-Mann-Unternehmen durch Sozialhilfe; Ausweitung der Beschäftigungsstrategie Wien-Bratislava; Schaffung einer Beratungsstelle für Mobbing-Betroffenen
- Wirtschaftspolitik: Verbesserung der Finanzierungsinstrumente der Creative Industries; Unterstützung technischer Hochschulanstalten
- Umweltpolitik: Umsetzung der solaren Klimatisierung in Büroprojekten; Bau von Passivbauten; Nutzung der solaren Warmwasserbereitung
- Stadtentwicklung: Sicherung und Ausbau der Lebensqualität und Wirtschaftskraft auf drei Straßen; Aufwertung des rechten Donauufers

### Landesparteitag 2018 zu Häupls Nachfolge
Der Landesparteitag am 27. Jänner 2018 wurde insbesondere wegen der Nachfolgediskussion um Michael Häupl besonders öffentlichkeitswirksam verfolgt. 965 Delegierte (nominiert von den Bezirksorganisationen und verschiedenen Teilorganisationen der SPÖ Wien) wählten mehrheitlich Michael Ludwig zum Nachfolger des seit 1993 amtierenden Landesparteivorsitzenden und Bürgermeisters. Er wurde u. a. von Doris Bures, amtierende Zweite Präsidentin des Nationalrates, Hans Peter Doskozil, amtierender Finanzlandesrat des Burgenlandes, ehemaliger Bundesminister für Landesverteidigung und Sport, und Christian Meidlinger, Vorsitzender der Gewerkschaft der Gemeindebediensteten, unterstützt. Er setzte sich in einer Kampfabstimmung mit 551:414 Stimmen als designierter Bürgermeister gegen seinen Herausforderer Andreas Schieder durch. Dies gilt als „gespaltenes Ergebnis“ mit der Aufgabe an Ludwig, die Partei wieder versöhnen zu müssen, was ihm im Laufe der Zeit in der Summe auch gelang.
Im Juni 2023 präsentierte Michael Ludwig die Pläne für einen neuen Sitz der SPÖ Wien im Arbeiterheim Favoriten, die Übersiedlung aus der Löwelstraße sei für 2026 geplant.

## Bürgermeister und Landesparteiobleute
Erste Republik
- Jakob Reumann (1919–1923)
- Karl Seitz (1923–1934)

Zweite Republik
- Theodor Körner (1945–1951)
- Franz Jonas (1951–1965)
- Bruno Marek (1965–1970)
- Felix Slavik (1970–1973)
- Leopold Gratz (1973–1984)
- Helmut Zilk (1984–1994)
- Michael Häupl (1994–2018)
- Michael Ludwig (seit 2018)

## Landesparteisekretäre
- Heinrich Hackenberg (1945–1948)
- Felix Slavik (1949–1957)
- Josef Kratky (1958–1967)
- Fritz Hofmann (Oktober 1967–1968)
- Heinz Nittel (1969–1976)
- Rudolf Edlinger (Oktober 1976–1981)
- Ernst Nussbaum (Mai 1981 – Oktober 1981)
- Günther Sallaberger (November 1981 – Februar 1988)
- Sepp Rieder (März 1988 – 14. Dezember 1989)
- Peter Kostelka (15. Dezember 1989 – 14. Jänner 1991)
- Grete Laska (15. Jänner 1991 – 30. Oktober 1994)
- Renate Brauner (1. November 1994–1996)
- Harry Kopietz (27. November 1996 – 13. Oktober 2008)
- Christian Deutsch (13. Oktober 2008 – 17. Juli 2014)
- Georg Niedermühlbichler (2014–2016)
- Sybille Straubinger (2016–2018)
- Barbara Novak[11] (2018–2025)
- Jörg Neumayer (seit 2025)[2][12]